# (21029) Adorno
(21029) Adorno ist ein Asteroid des Hauptgürtels, der am 7. Oktober 1989 vom belgischen Astronomen Eric Walter Elst am La-Silla-Observatorium (IAU-Code 809) der Europäischen Südsternwarte in Chile entdeckt wurde.
Der Asteroid wurde am 19. September 2013 nach dem deutschen Philosophen, Soziologen, Musiktheoretiker und Komponisten Theodor W. Adorno (1903–1969) benannt, der mit Max Horkheimer zu den Hauptvertretern der als Kritische Theorie bezeichneten Denkrichtung zählt und zusammen mit diesem die Dialektik der Aufklärung schrieb.
(21029) Adorno ist Mitglied der Koronis-Familie, einer Gruppe von Asteroiden, die nach (158) Koronis benannt ist.